# NGC 5260
NGC 5260 је спирална галаксија у сазвежђу Хидра која се налази на NGC листи објеката дубоког неба.
Деклинација објекта је - 23° 51' 30" а ректасцензија 13h 40m 19,8s. Привидна величина (магнитуда) објекта NGC 5260 износи 12,8 а фотографска магнитуда 13,6. NGC 5260 је још познат и под ознакама ESO 509-92, MCG -4-32-50, AM 1337-233, IRAS 13375-2336, PGC 48371.